# آرو پطروسیان
آرئویک "آرو" بنیکی پطروسیان (ارمنی: Արևիկ "Արև" Բենիկի Պետրոսյան؛ زادهٔ ۶ مهٔ ۱۹۷۲) یک نقاش اهل ارمنستان است.

## زندگی‌نامه
وی در ۶ مه ۱۹۷۲ در ایروان در به دنیا آمد. در بین سال‌های ۱۹۸۱ تا ۱۹۹۱، آرو در دانشکده طراحی کالج دولتی هنرهای زیبای پانوس ترلمزیان و انستیتو دولتی هنری و نمایشی ایروان تحصیل نمود. در بین سال‌های ۱۹۹۱ تا ۱۹۹۵ در رشته گرافیک و مدیریت اداری تحصیل نمود. در سال ۱۹۹۹ به عضو اتحادیه هنرمندان ارمنستان درآمد.

## نگارخانه

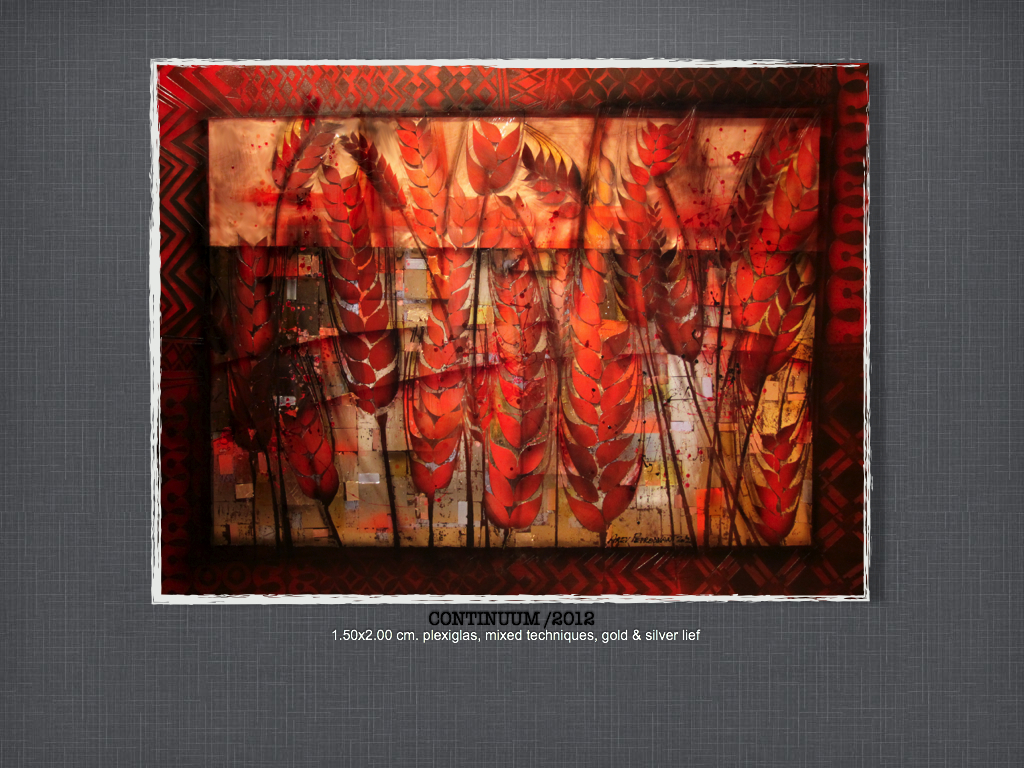
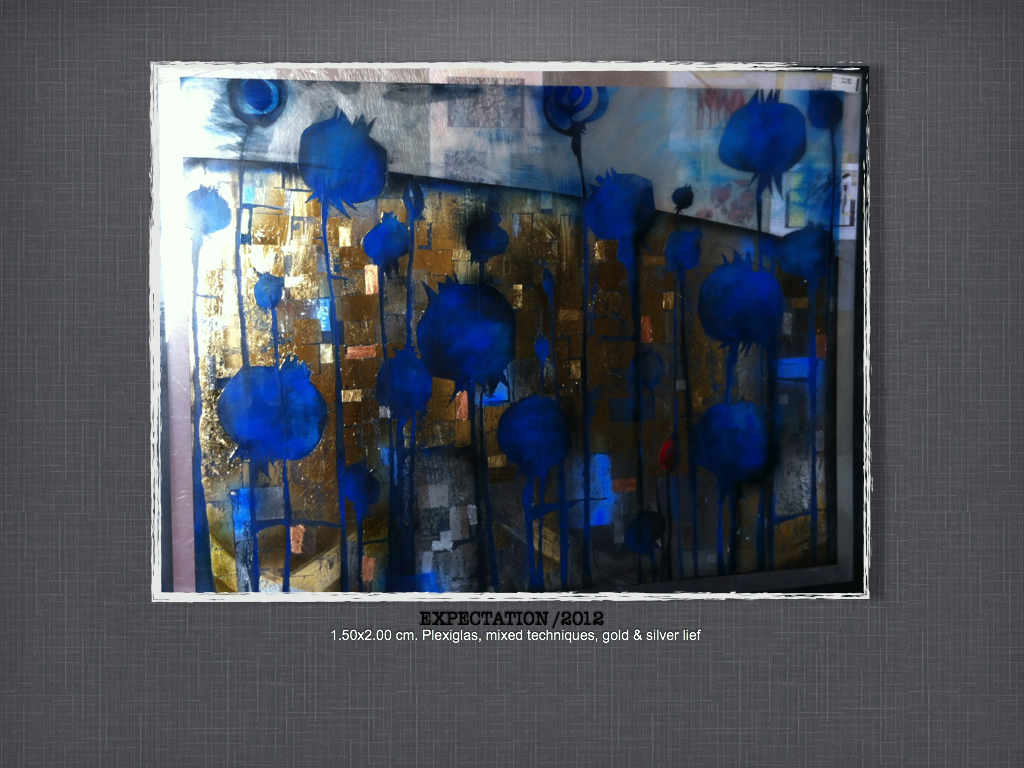
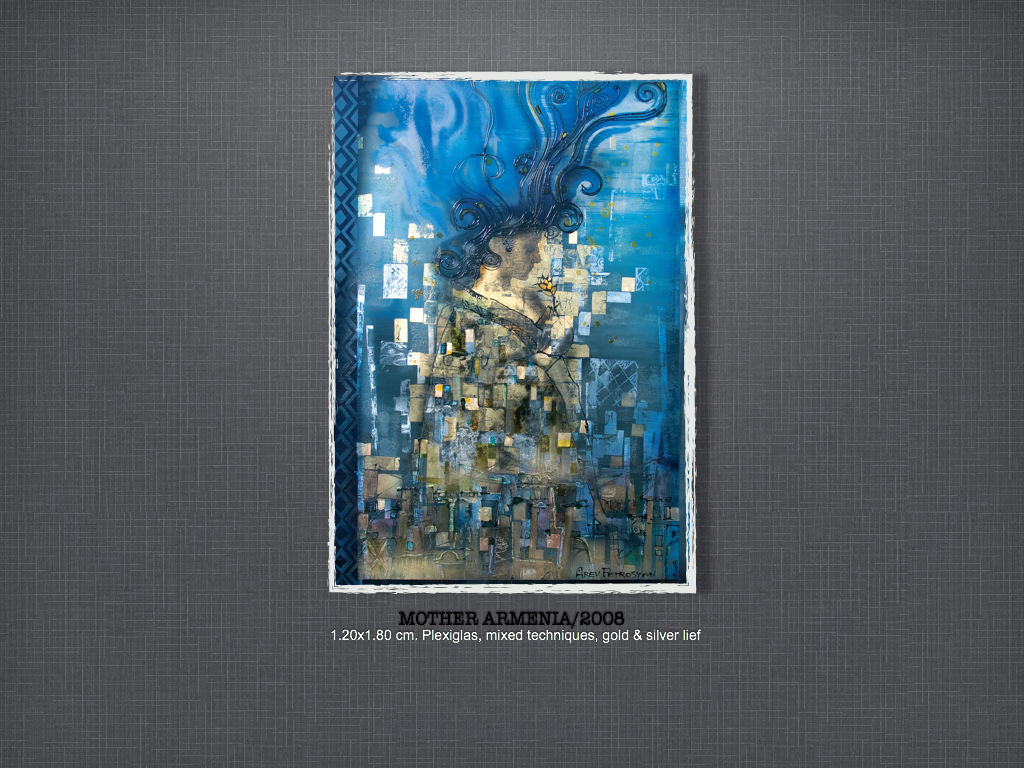
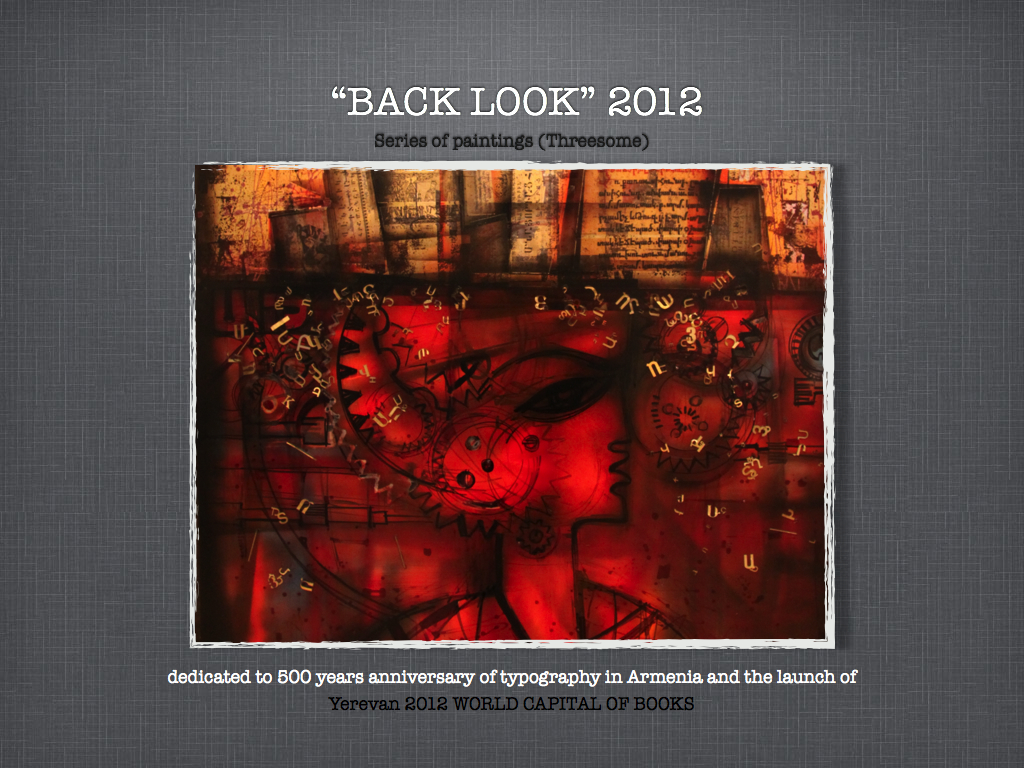
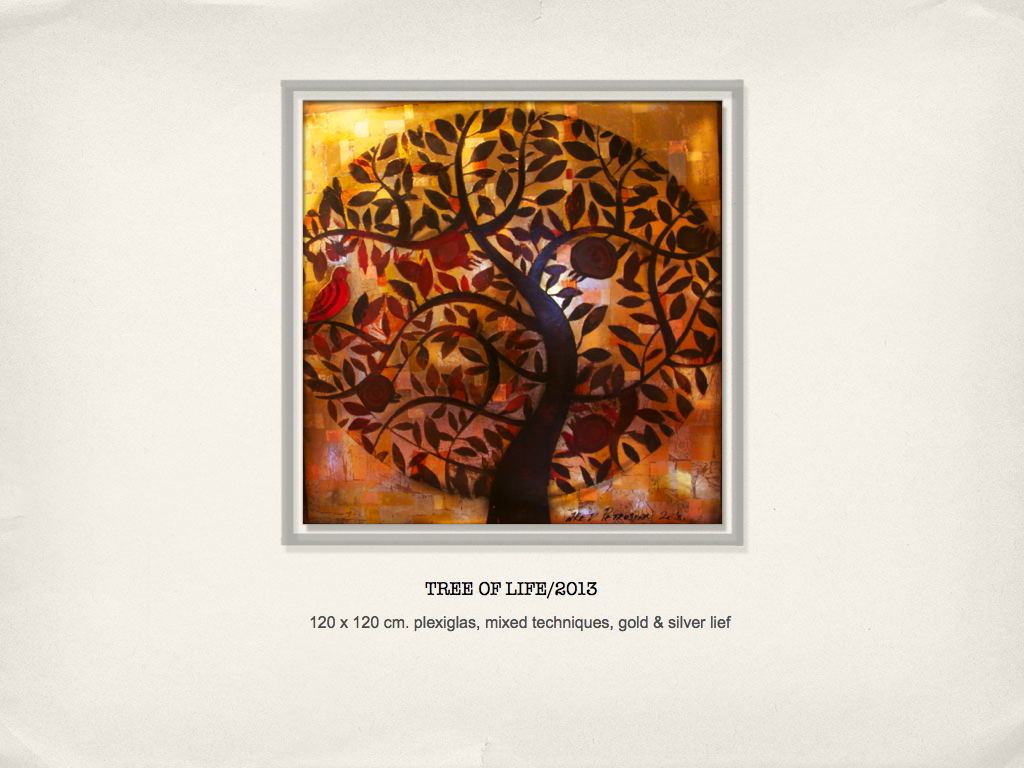
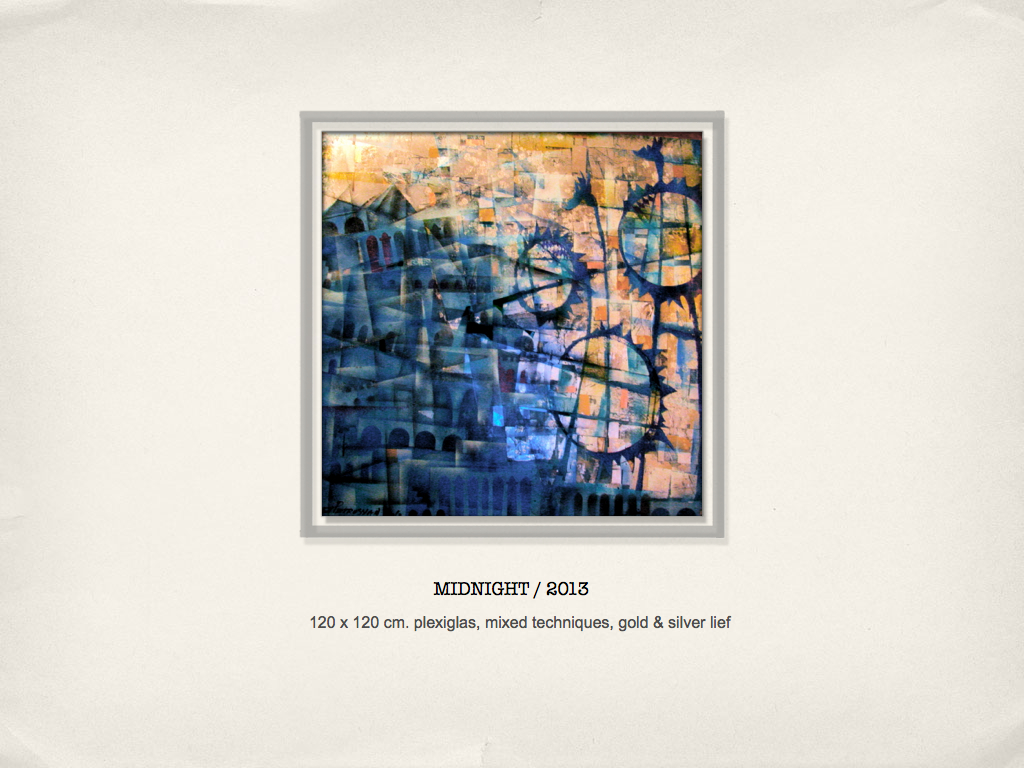
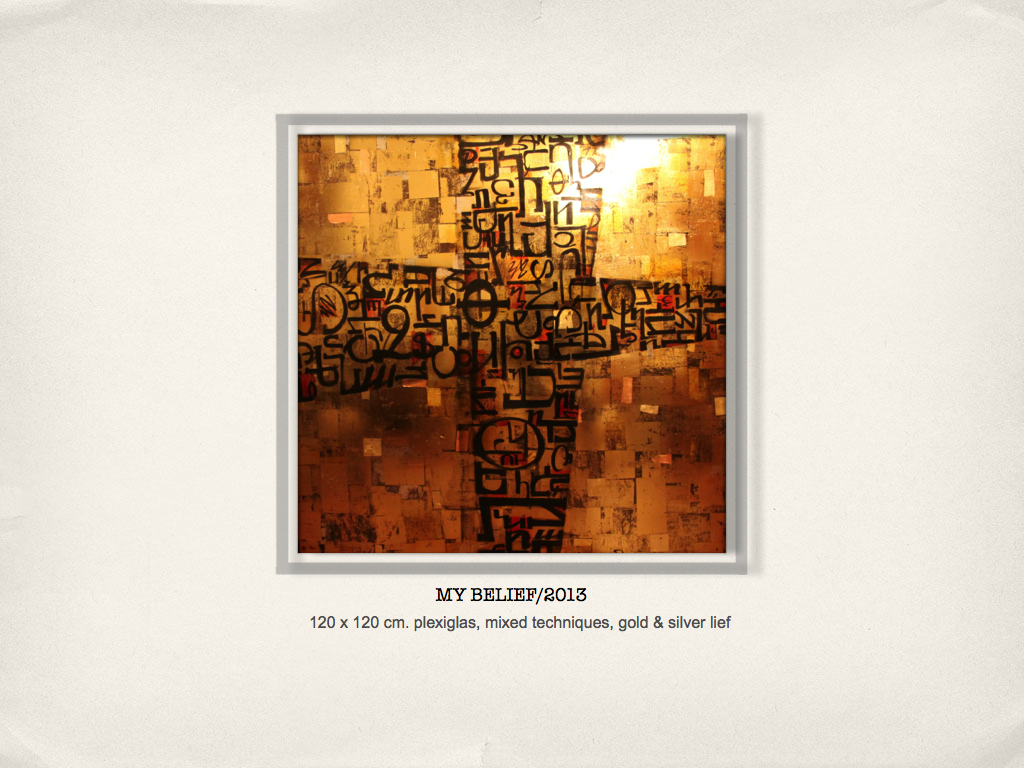
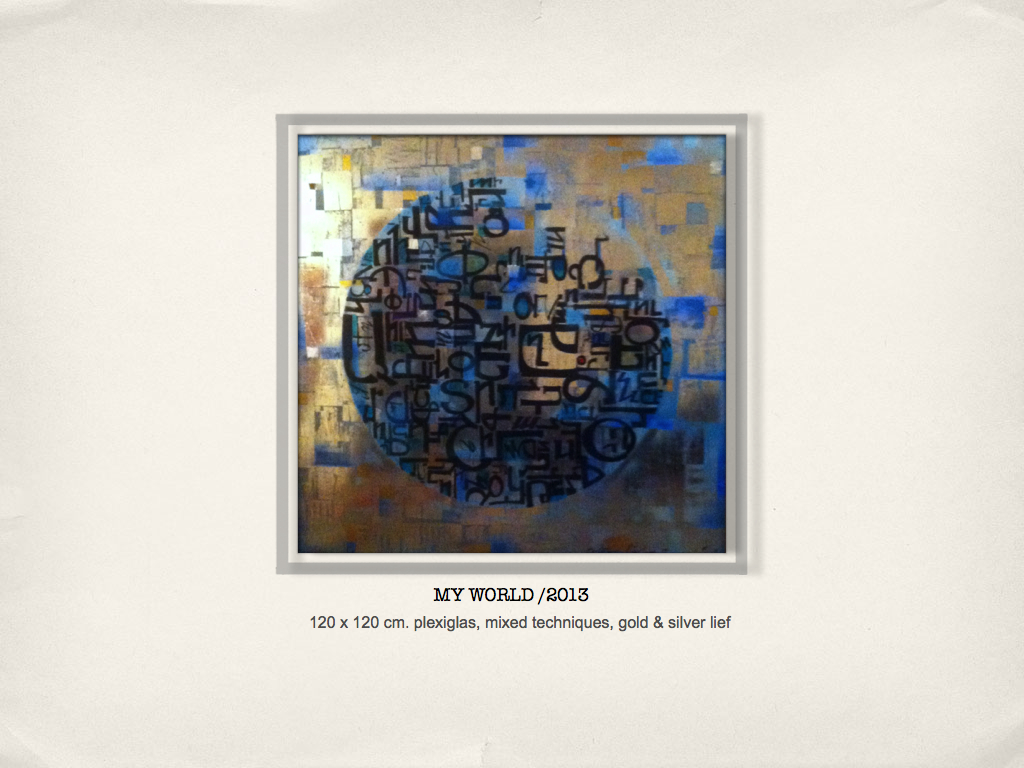
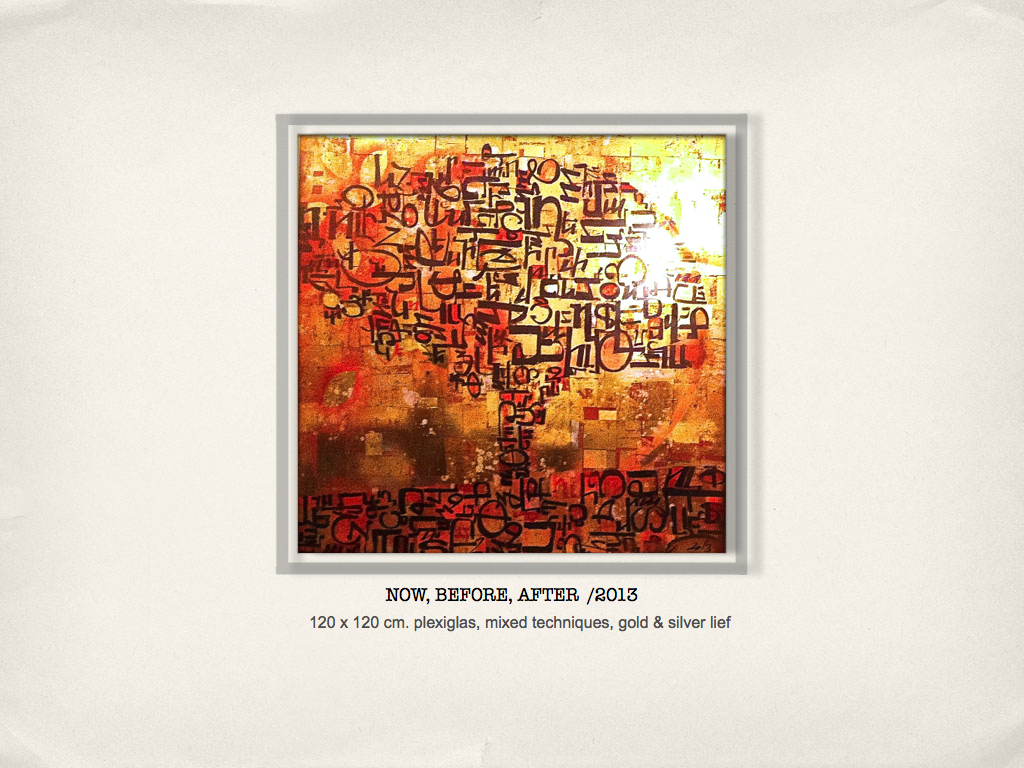
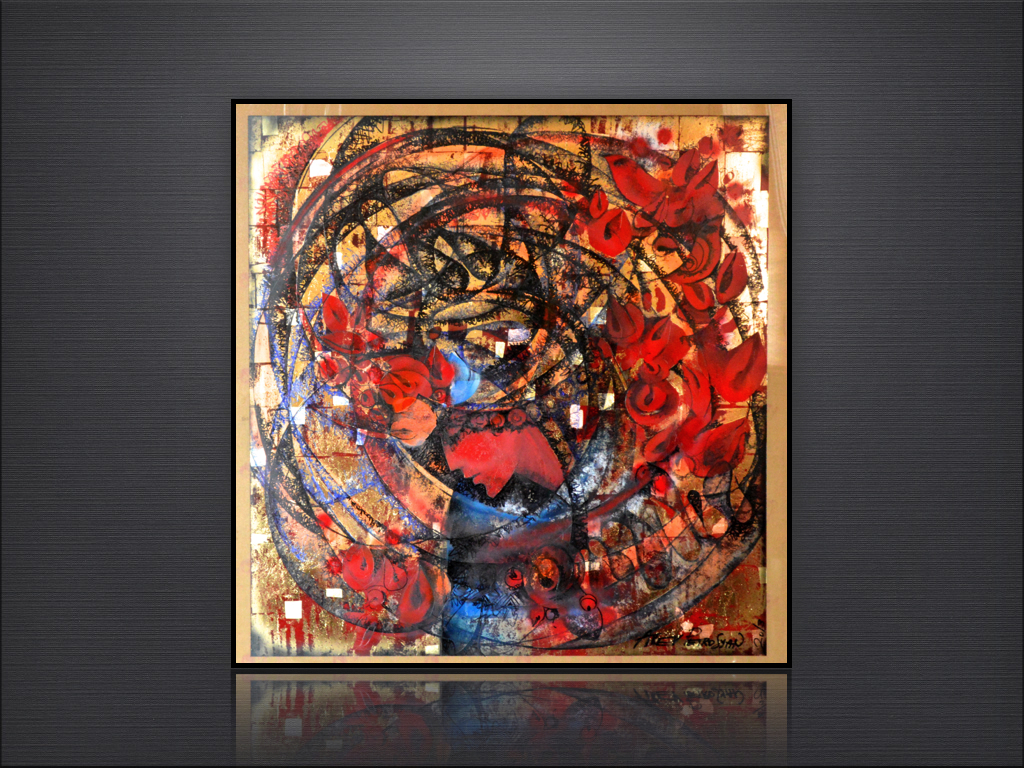
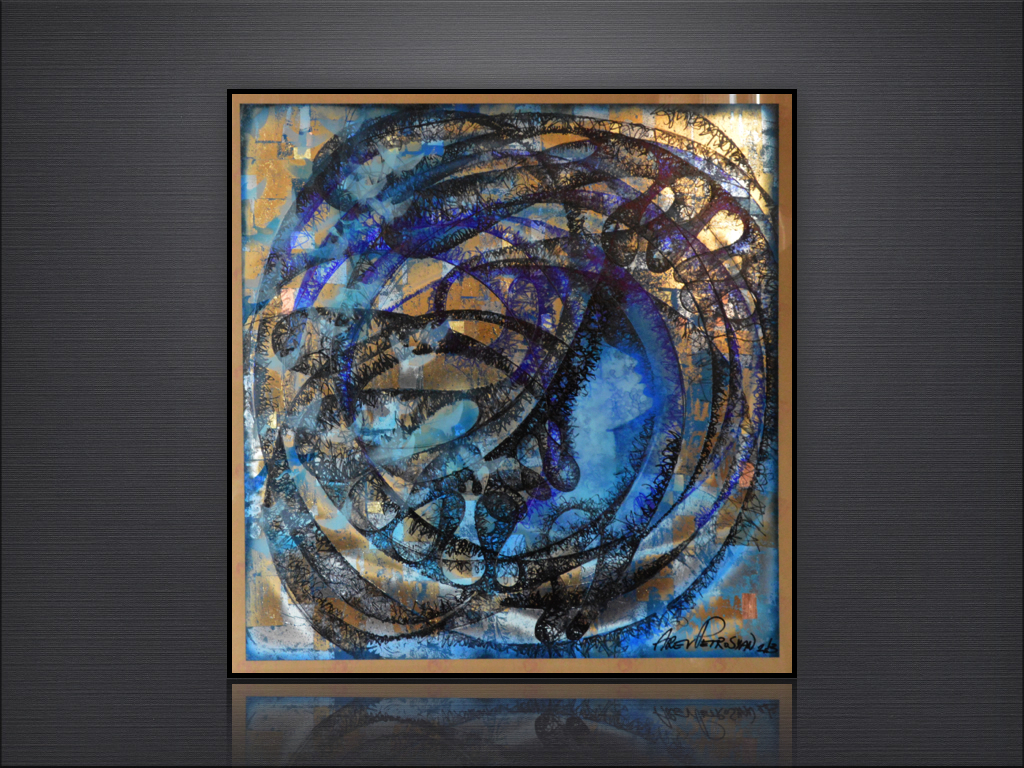
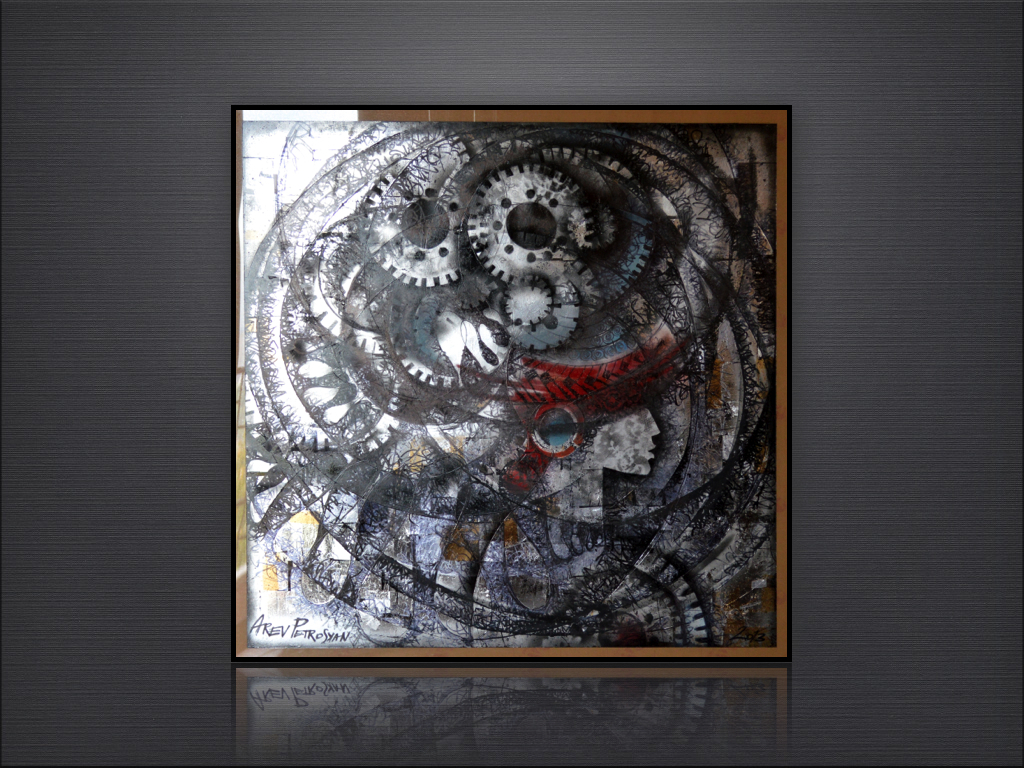
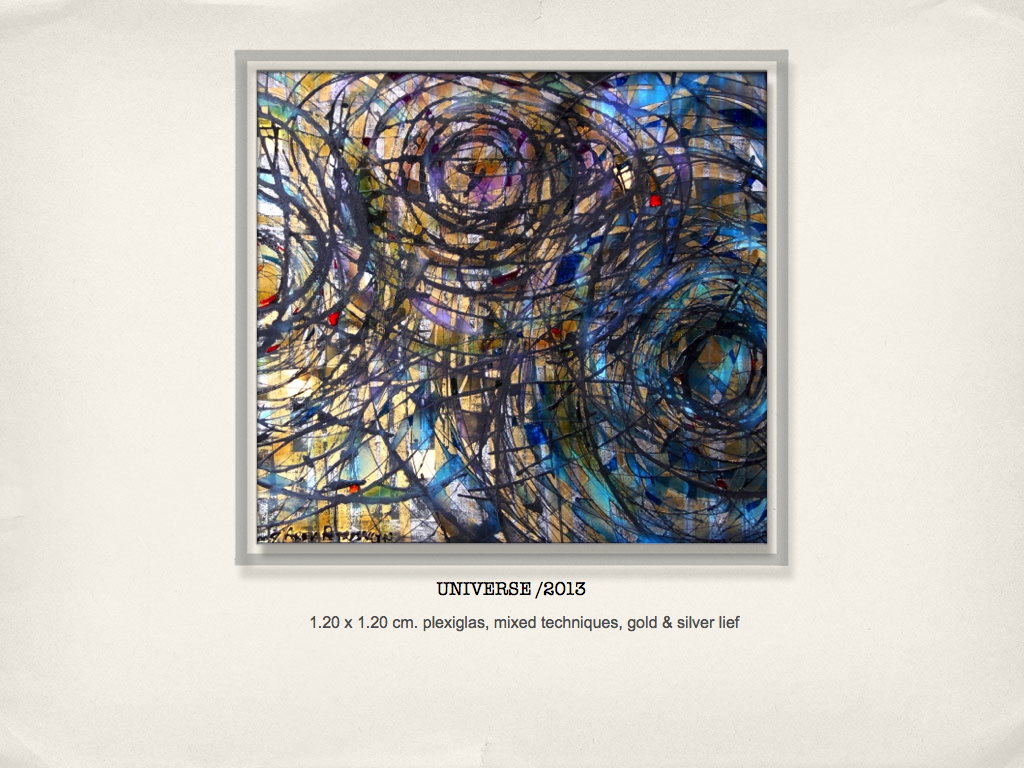
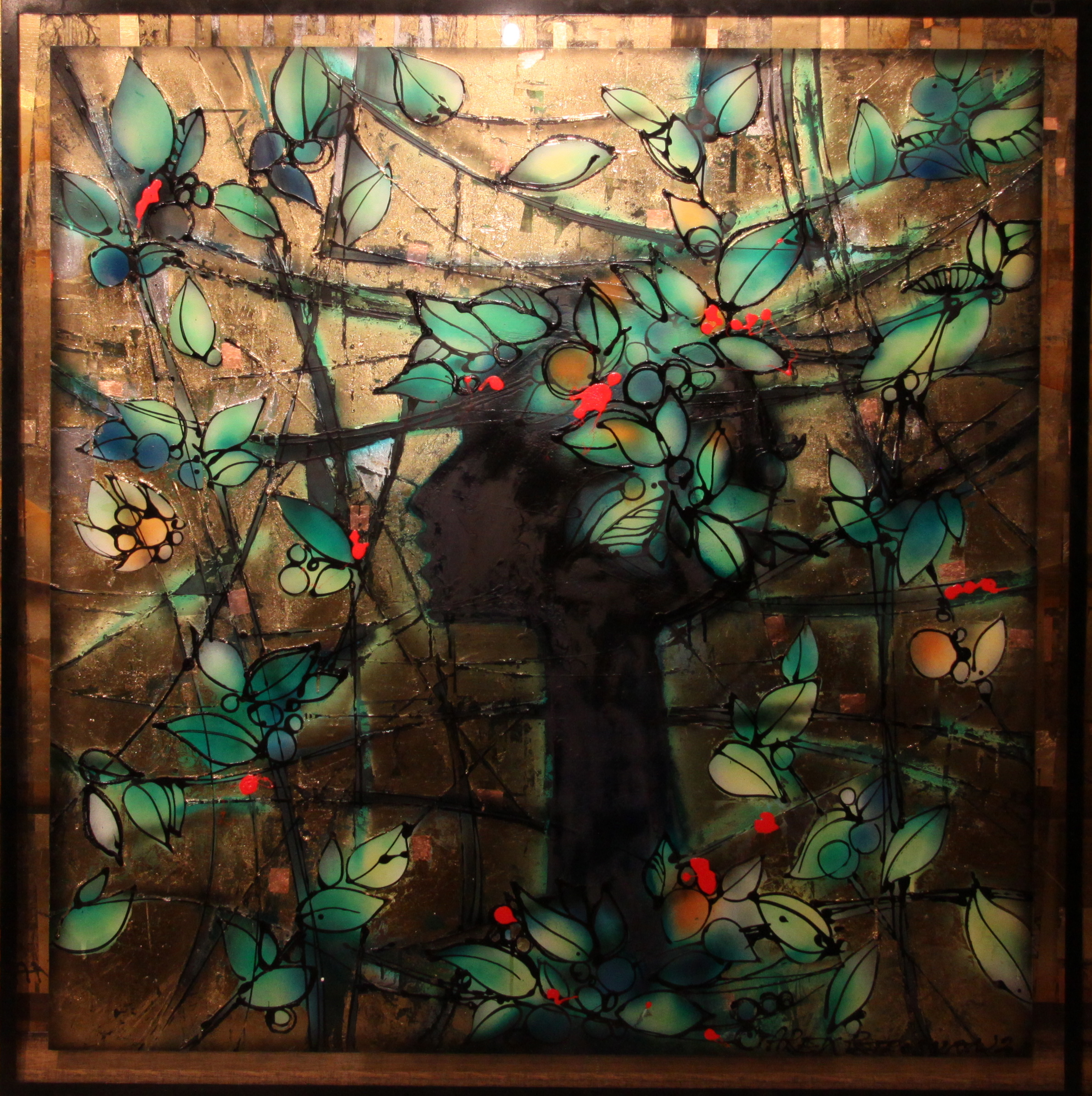
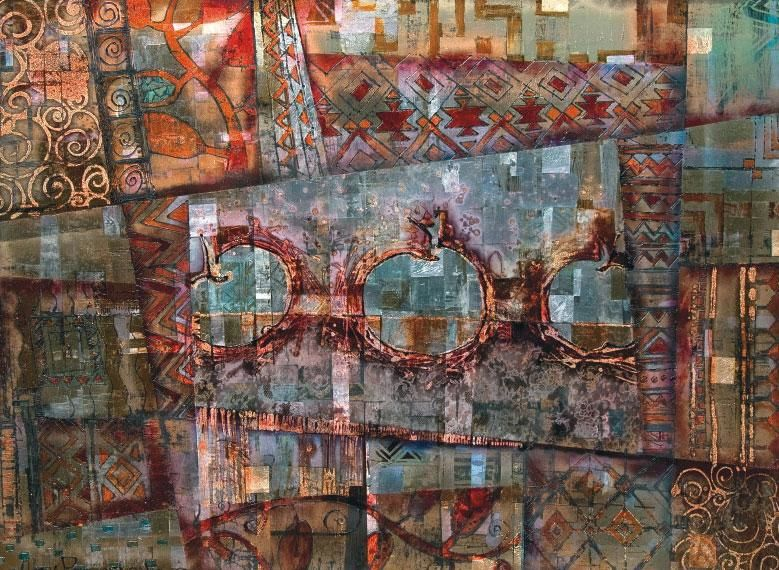
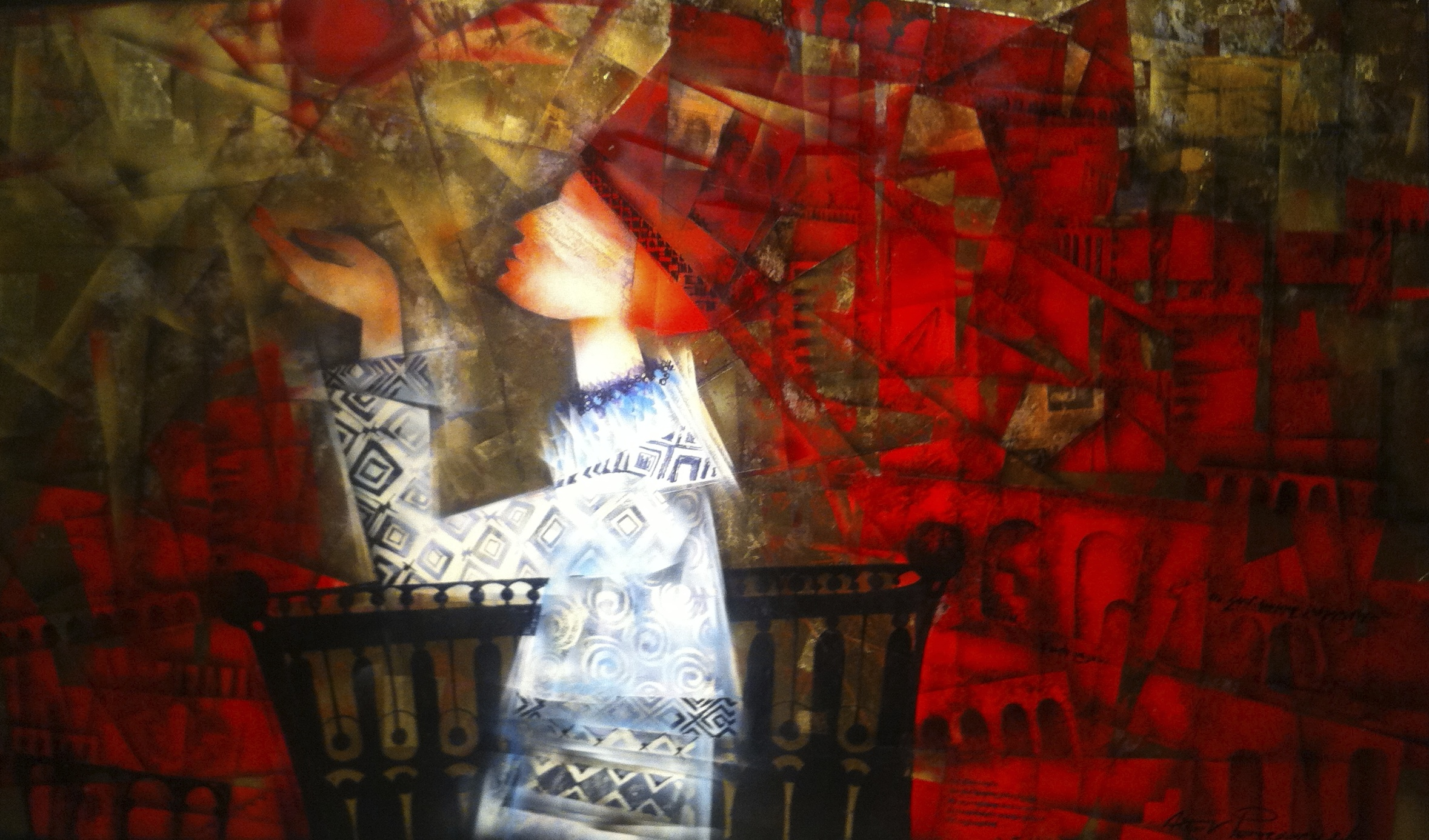